# Biodiversitat a Espanya
La biodiversitat a Espanya és una de les més altes de la Unió Europea per la contribució del 18% de la Red Natura 2000, i la varietat de tipus d'hàbitats. Alhora, es troba sota l'amenaça natural del canvi climàtic que té lloc des de fa 20 milions d'anys més l'acció humana.
La pèrdua, degradació i fragmentació de l'hàbitat, la desaparició dels usos ramaders i agrícoles tradicionals, la pesca abusiva, la urbanització descontrolada, el creixement d'infraestructures, la degradació del sòl, l'emissió de contaminants al medi i l'ús desmesurat dels recursos hídrics són els principals factors que posen en perill la conservació de la biodiversitat. A aquesta amenaça per falta de planificació se li uneixen factors externs globals com el canvi climàtic i la invasió d'espècies exòtiques. Entre els factors naturals destaca l'aridificació provocada pel tancament del Mediterrani entre els continents africà i europeu.